# Isigonia camacan
Isigonia camacan là một loài nhện trong họ Anyphaenidae.
Loài này thuộc chi Isigonia. Isigonia camacan được Antonio D. Brescovit miêu tả năm 1991.